# Kulturåret 1820

## Händelser
- 25 maj – Harmoniska Sällskapet grundas i Stockholm med ändamålet att utföra såväl vokal- som instrumentalmusik.
- okänt datum – Sophie Daguin blir premiärdansös vid Kungliga Baletten.

## Nya verk
- Abboten av Walter Scott
- Nattvardsbarnen av Esaias Tegnér.

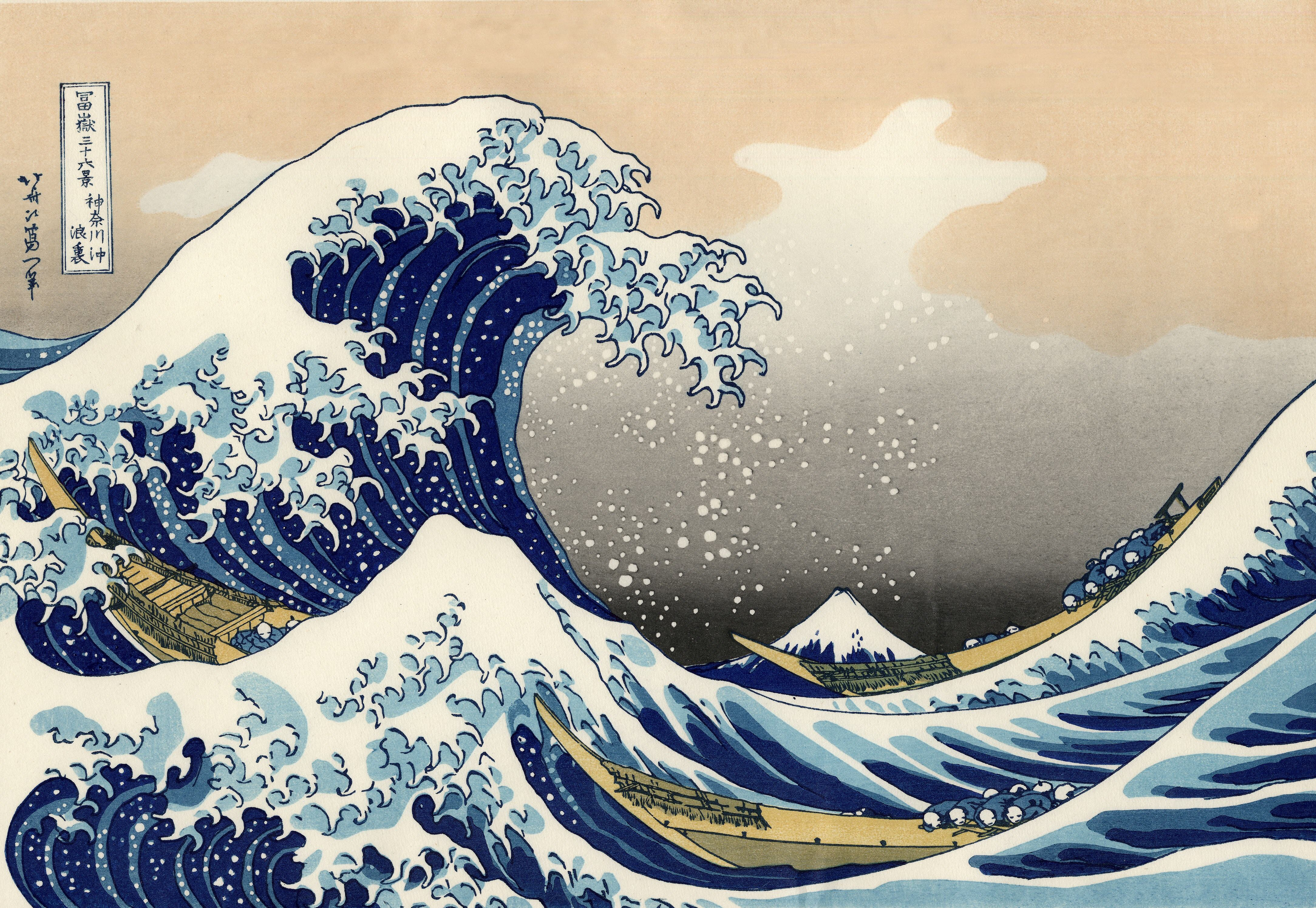
Hokusai, Vågen (ca 1820).

- Markalls sömnlösa nätter (1820–21) av Per Adam Wallmark.
- Runesvärdet av Karl August Nicander
- Ruslan i Ljudmila av Aleksandr Pusjkin
- Senare dikter af Vitalis av Erik Sjöberg

## Födda
- 17 januari – Anne Brontë (död 1849), brittisk författare.
- 29 januari – Charlotte Cecilia af Tibell (död 1901), svensk författare.
- 17 februari – Henri Vieuxtemps (död 1881), belgisk tonsättare och violinist.
- 28 februari – John Tenniel (död 1914), engelsk illustratör.
- 2 mars – Multatuli  (död 1887), nederländsk författare.
- 24 mars – Fanny Crosby (död 1915), blindlärare och sångförfattare.
- 6 april – Félix Nadar (död 1910), fransk fotograf, karikatyrtecknare, journalist, författare och ballongflygare.
- 22 april – Otto von Feilitzen (död 1889), svensk arkivarie, pedagog, författare.
- 29 juni – Rudolf Walin (död 1868), svensk operasångare.
- 30 augusti – George Fredrick Root (död 1895), amerikansk musikpedagog, kompositör och sångförfattare.
- 17 september – Émile Augier (död 1889), fransk dramatiker och författare.
- 24 oktober – Eugène Fromentin (död 1876), fransk författare och konstnär.
- 25 oktober – Lorentz Frölich (död 1908), dansk målare.
- 5 december – Afanasij Fet  (död 1892), rysk författare.
- okänt datum – Anna-Kajsa Norman (död 1903), svensk spelman och kompositör.

## Avlidna
- 23 februari – Alojzy Feliński (född 1771), polsk skald och pedagog.
- 28 augusti – Antonín Kraft (född 1752), böhmisk cellist och tonsättare.
- 5 oktober – Augustin Barruel (född 1741), fransk konspirationsteoretiker.